# Université nationale de Pukyong
L'université nationale de Pukyong (en hangul : 부경대학교) est une université nationale de Corée du Sud située à Pusan. 

## Composantes

### Faculté de1ercycle
- Faculté de sciences humaines et sociales
- Faculté de sciences de la nature
- Faculté d'administration des entreprises
- Faculté d'ingénierie
- Faculté de sciences halieutiques
- Faculté des sciences et technologies de l'environnement et de la marine